# Рождественка (Увальский сельсовет)
Рождественка — деревня в Татарском районе Новосибирской области. Входит в состав Увальского сельсовета.

## География
Площадь деревни — 132 гектаров.

## Население
| 2002 | 2007 | 2010 |
| ---- | ---- | ---- |
| 93   | ↘88  | ↘69  |

## Инфраструктура
В деревне по данным на 2007 год функционируют 1 учреждение здравоохранения и 1 учреждение образования.